# Porta Garibaldi (Chioggia)
Porta Garibaldi,  è una porta fortificata che segna l'accesso al centro della città rinascimentale di Chioggia a sud del centro storico. La data di costruzione della porta non è certa ma si aggira attorno al 1300, anno caratterizzato da numerose guerre. La struttura ha subito nel corso del tempo svariati restauri, l'ultimo dei quali è stato commissionato dall'ufficio del settore dei lavori pubblici di Chioggia a novembre 2018.

## Storia
La Porta Santa Maria, così chiamata per il pregiato capitello della Madonna di Maria presente all'interno con una lapide che si riferisce al passaggio di papa Pio VI che, il 10 marzo 1782, diretto a Vienna per incontrare l'imperatore Giuseppe II, fu accolto nei pressi di Cavanella Po dal vescovo Civran, da un folto gruppo di autorità civili e religiose, e dal popolo con comprensibile entusiasmo ricevendo ospitatlità nel palazzo Grassi e partendo il dì seguente alla volta di Venezia. Il monumento assunse successivamente il nome di Porta Garibaldi in onore della spedizione dei Mille del 1860 a ricordo della venuta dell' "Eroe dei due mondi" a Chioggia nel 1867. La data di costruzione non è certa ma si aggira attorno al 1300. Della torre preesistente non si ha datazione certa della costruzione o di un'altra eventuale ricostruzione, di certo sotto la podestà Giovanni Soranzo, che governò tra il 1312 e il 1328, se ne ha notizia da una bolla plumbea ritrovata durante il restauro delle fondamenta del ponte di congiunzione delle due isole che formano la città di Chioggia, ovvero il collegamento tra Borgo San Giovanni e il centro storico. All'epoca, infatti, la torre era merlata e costituiva il bastione centrale di difesa di una cinta muraria e segnava l'unico ingresso al centro storico in quanto rispondeva all'esigenza difensiva della città: in quel periodo era soggetta a continue guerre: quella con Padova, che intendeva garantirsi l'egemonia delle saline della laguna veneta, e durante la guerra contro i genovesi rendendola completamente inaccessibile dall'esterno. A dimostrazione di ciò proprio in questi anni veniva costruita un'altra importante opera pubblica: il granaio, che doveva garantire l'approvvigionamento dei viveri e quindi la sopravvivenza della città in caso di assedio. La torre attuale non è l'originale ma è una ricostruzione eseguita nel 1520 dal podestà Gerolamo Barbarigo.

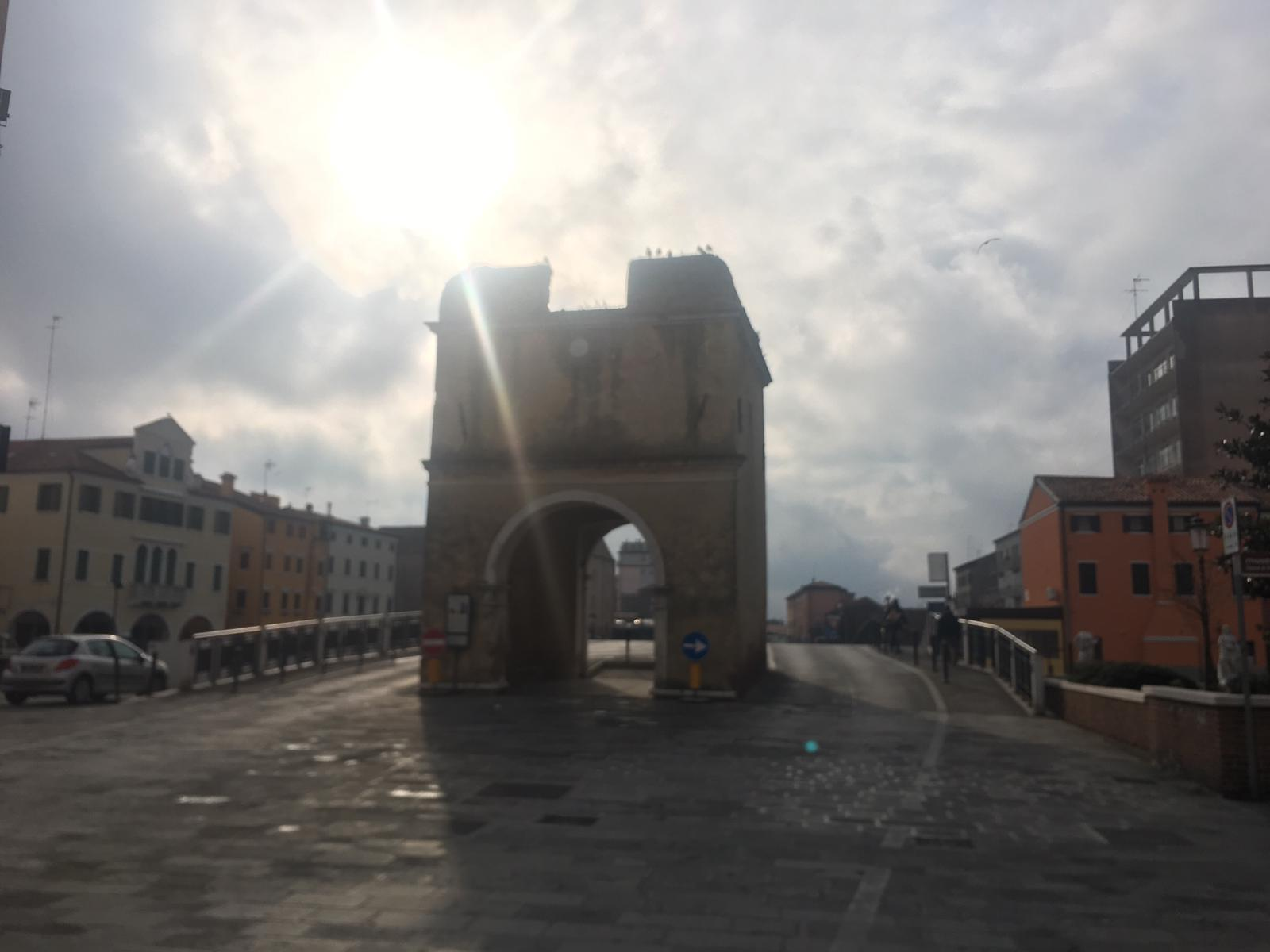
Facciata Posteriore della torre vista dal Corso del Popolo

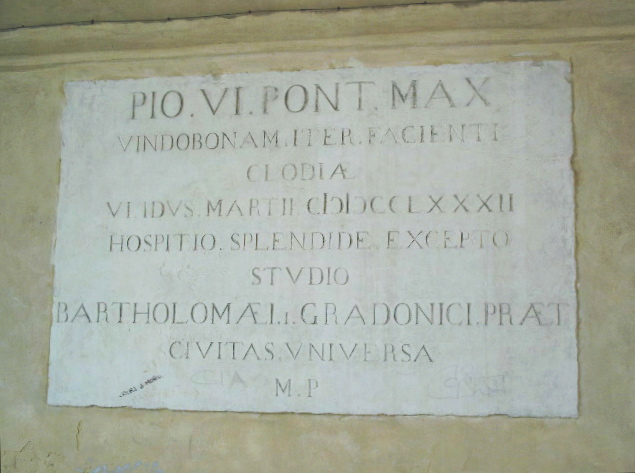
Lapide Papale in riferimento a Papa Pio VII

## Architettura
Nella facciata esterna alla città sopra l'androne stanno un basso rilievo con un Leone della Serenissima che riporta appunto la data 1520 a testimonianza del rifacimento della Torre, altre due lapidi testimoniano la ricostruzione del ponte avvenuta nel 1549 e vi sono a terra in appoggio due panchine marmoree.
All'interno della torre è presente una lapide scritta in latino che ricorda il passaggio di Pio VI in pellegrinaggio verso Vienna. La funzione della torre cambiò nel tempo, perdendo le sue esigenze difensive, infatti per questo motivo la struttura subì nel corso dei secoli vari restauri. Negli ultimi '50 anni del '900 si arrivò all'ipotesi di abbattimento, per permettere un miglior accesso viario alla città ma tale soluzione venne poi tralasciata ovviando al problema con l'allargamento del ponte Corso del Popolo e la creazione di due corsie laterali a discapito delle mura di cinta e degli adiacenti fabbricati. Nel novembre del 2018 il Comune di chioggia, ufficio Settore Lavori Pubblici, ha commissionato un lavoro di restauro della struttura e di rifacimento della copertura degradatasi nel corso degli anni e quindi rimossa. Sono state quindi proposte dall'Architetto Mauro Zamengo (responsabile del procedimento Ing. Alberto Baldo), commissionato dal Comune di Chioggia - Settore Lavori Pubblici, alcune misure di restauro e recupero dell'immobile, tra cui lo scrostare le parti sia interne che esterne dall'intonaco vecchio, per ricucire le parti ammalorate con mattoni pieni fatti a mano e lasciare tutto a faccia vista, riproporre la copertura lignea e manto in coppi, ripulire tutte le parti marmoree con prodotti idonei e non corrosivi di tutta la struttura e predisporre un'illuminazione adeguata.